# Methia arizonica
Methia arizonica là một loài bọ cánh cứng trong họ Cerambycidae.